# Roy Khan
Roy Khan, właśc. Roy Sætre Khantatat (ur. 12 marca 1970 roku w Elverum) – norweski wokalista. Przez trzy lata studiował śpiew operowy. W 1991 roku dołączył do power metalowego zespołu Conception, a w 1997 roku do zespołu Kamelot, w którym to zastąpił Marka Vanderbilta.
W 2011 roku Khan opuścił zespół Kamelot z przyczyn osobistych.

## Dyskografia
Conception
- The Last Sunset (1991)
- Parallel Minds (1993)
- In Your Multitude (1995)
- Flow (1997)

Kamelot
- Siege Perilous (1998)
- The Fourth Legacy (2000)
- The Expedition (2000)
- Karma (2001)
- Epica (2003)
- The Black Halo (2005)
- Ghost Opera (2007)
- Ghost Opera - The Second Coming (2008)
- Poetry for the Poisoned (2010)